# Stylosanthes pilosa
Stylosanthes pilosa är en ärtväxtart som beskrevs av M.B.Ferreira och Sousa Costa. Stylosanthes pilosa ingår i släktet Stylosanthes och familjen ärtväxter. Inga underarter finns listade i Catalogue of Life.